# هیرکو تاموتو
هیرکو تاموتو (انگلیسی: Hiroko Tamoto؛ زادهٔ ۳ ژانویهٔ ۱۹۷۴) بازیکن سافت‌بال اهل ژاپن است.